# Badami
Badami (Kannada: ಬದಾಮಿ Badāmi) ist eine ca. 35.000 Einwohner zählende Stadt (Town Municipal Council) im Distrikt Bagalkot im indischen Bundesstaat Karnataka.

## Lage
Badami liegt im nördlichen Teil des Dekkan-Plateaus in einer Höhe von ca. 565 m ü. d. M. Nächstgrößere Städte sind Vijayapura (ca. 125 km Fahrtstrecke nördlich), Gadag (ca. 60 km südlich) oder Belagavi (ca. 155 km westlich). Das Klima ist manchmal subtropisch warm; Regen fällt eigentlich nur in den sommerlichen Monsunmonaten.

## Bevölkerung
Offizielle Bevölkerungsstatistiken werden erst seit 1991 geführt und veröffentlicht.
| Jahr      | 1991   | 2001   | 2011   |
| Einwohner | 19.982 | 25.847 | 30.943 |

Knapp 77 % der mehrheitlich Marathi, Kannada und Urdu sprechenden Bevölkerung sind Hindus und etwa 20,5 % sind Moslems; die anderen Religionsgemeinschaften bilden zahlenmäßig kleine Minderheiten. Der männliche Bevölkerungsanteil ist nur geringfügig höher als der weibliche.

## Wirtschaft
Der eher ländlich wirkende Ort hat seit den letzten Jahrzehnten des 20. Jahrhunderts durch den Tourismus einen bedeutenden Aufschwung genommen.

## Geschichte
Wie in einer Inschrift dokumentiert, wurde Badami im Jahr 543 vom ersten großen Herrscher der westlichen Chalukya, Pulakesi I., als Hauptstadt der Chalukyas unter dem Namen Vatapi gegründet. Hundert Jahre später, d. h. von ca. 641 bis 654, befand sich die Stadt nach ihrer Eroberung durch Narasimhavarman I. unter der Herrschaft der Pallava. Regiert wurde Badami in dieser Zeit von Vikramaditya I. Nachdem die Chalukya Badami zurückerobern konnten, wurde die Stadt in den Jahren 753/754 von den Rashtrakuta durch Dantidurga eingenommen, die Vatapi bis um das Jahr 973 regierten. Erst danach fanden die Chalukya zurück nach Badami.

## Sehenswürdigkeiten

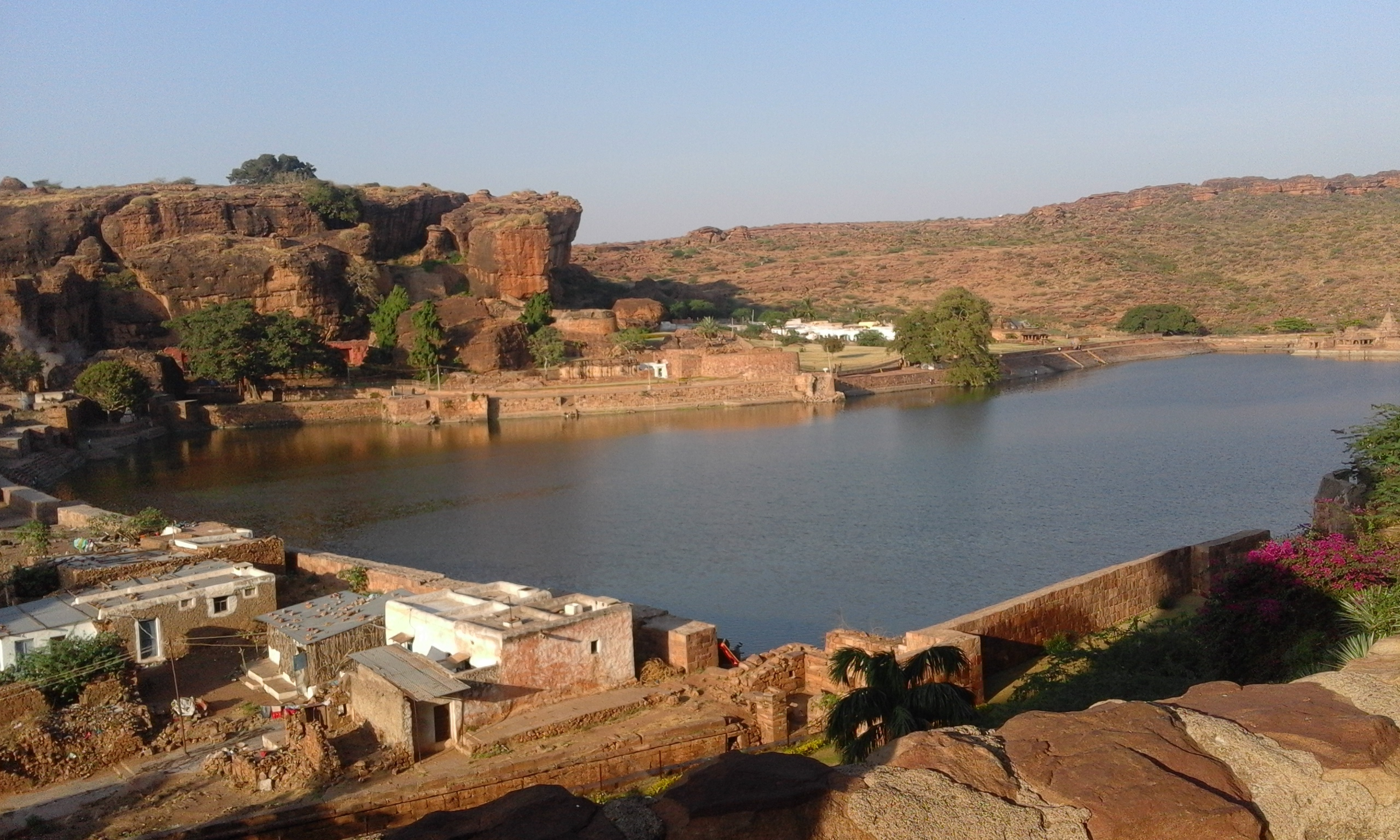
Badami – Lageskizze

Besonders in der frühen Chalukya-Herrschaft wurden viele Tempel und Höhlen zur Götterverehrung erschaffen. Pulakeshin I. und Mangalesha sind zwei bekannte Herrscher, denen einige der Anlagen zu verdanken sind, wie die Höhle III von Badami. Der Stil der Höhlen und Tempel gibt Auskunft über die Entwicklung der Kunst und über politische Kontakte und Einflüsse anderer Regionen. So auch über die künstlerischen Auswirkungen der Besetzungen Badamis durch die südindischen Pallava und Rashtrakuta.
Die teilweise vorhandenen Inschriften der Bauten beinhalten Informationen über die Erbauer der Anlagen – so bei der Höhle III von Badami. Auch im Malegitti-Shivalaya-Tempel wurde eine Inschrift an der Ostwand angebracht, die allerdings nicht mehr klar zu entziffern ist; im Jambulinga-Tempel, der von Vijayaditya erbaut wurde und im Westen von Badami liegt, findet man auf einem Türsturz eine weitere. Die Inschriften enthalten Informationen zur Geschichte von Badami, wie auch zur Entstehungszeit der Bauwerke.
Die Art und Anzahl der erhaltenen Bauten lässt auf ein wohlhabendes Volk schließen. Die Überreste der Stadtmauern zeigen zudem die Größe der Stadt Vatapi, wie Badami im Mittelalter hieß, an. Den größten Aufschluss über die Religion, das Leben der Menschen und deren Rituale geben jedoch die Tempel.

### Nordberg
Auf dem Nordberg bzw. an dessen Flanken befinden sich ein Höhlentempel aus dem 6. Jahrhundert sowie mehrere freistehende Tempel aus dem 7. Jahrhundert mit deutlichen Einflüssen des südindischen Dravida-Stils.

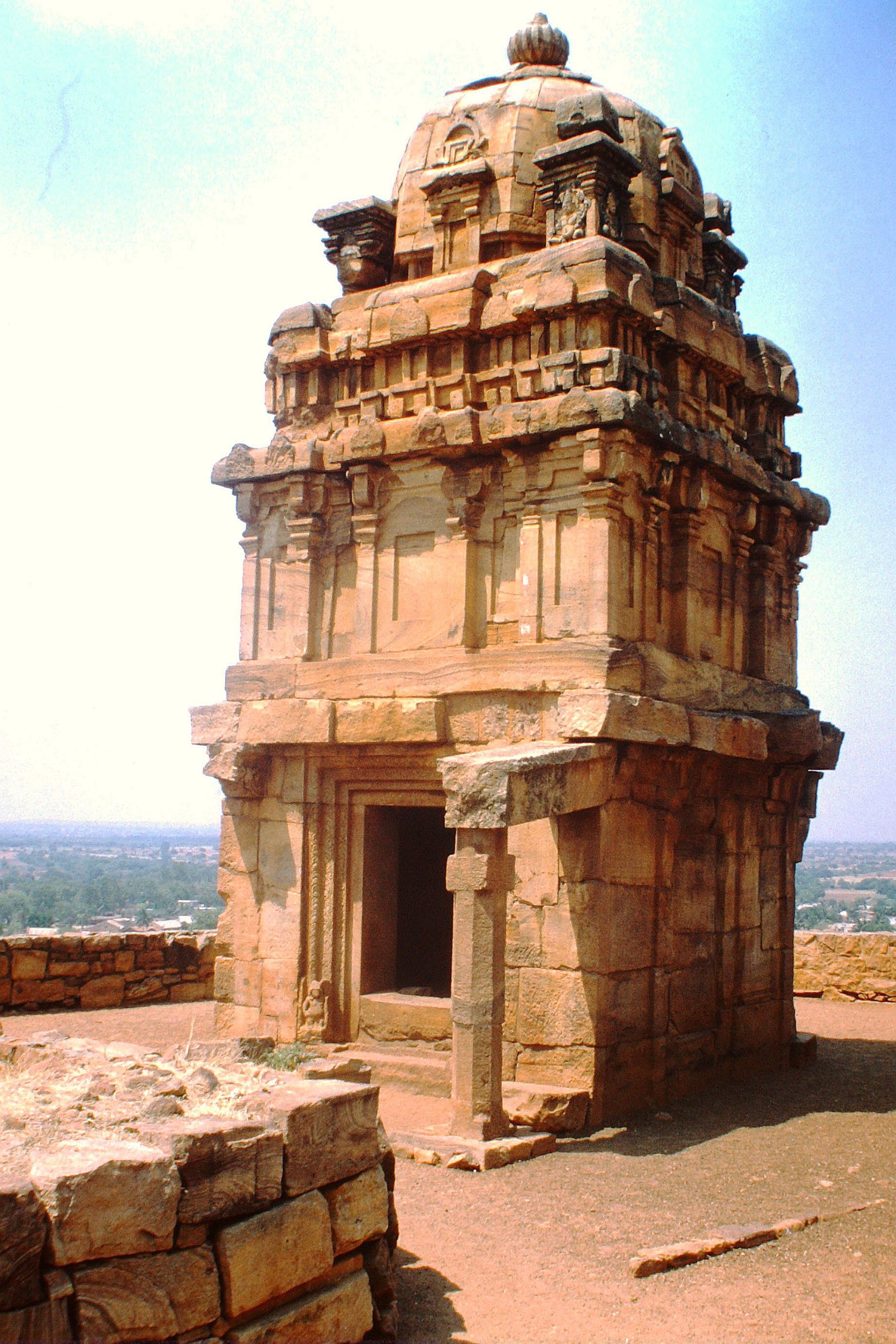
Badami – der untere Shivalaya-Tempel am Nordberg zeigt in seinem Turmaufbau sowohl südindische („Schirmkuppel“) wie nordindische (amalaka) Einflüsse.

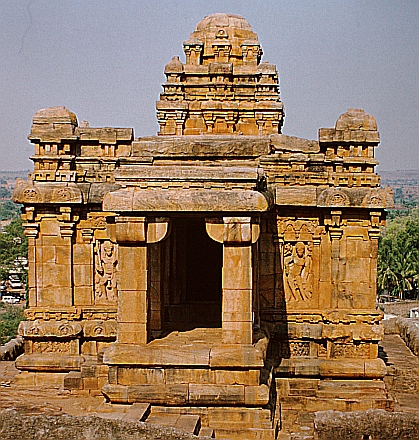
Badami – beim Malegitti-Shivalaya-Tempel ist – erstmals in der indischen Architektur – die zentrale Scheinkuppel von vier kleineren Begleitpavillons umstellt.

- Unterer Shivalaya-Tempel (ca. 650)

Von diesem – auf einer Terrasse an der Bergflanke stehenden – Tempel ohne Plattform oder ausgeprägte Sockelzone ist lediglich das Sanktum mit einem bemerkenswerten Turmaufbau im südindischen Dravida-Stil erhalten. Der mehrgeschossige Turm endet in einer zentralen oktogonalen Haupt'kuppel' mit vier kleineren Begleitpavillons – eine Konstellation, die sich am Vorbild des nur wenige Jahre älteren Malegitti-Shivalaya-Tempel orientiert, dessen Formenrepertoire in wesentlichen Teilen wiederum auf zwei der fünf Ratha-Schreine im südindischen Mamallapuram zurückgeführt werden kann. Trotz der verwendeten massiven Steine und Platten macht der Bau wegen seiner vielfachen Gliederungen in seinem Gesamtbild einen durchaus eleganten Eindruck. Die ehemalige – auf schlanken oktogonalen Pfeilern ruhende und ursprünglich wohl flachgedeckte – Vorhalle (mandapa) ist nur noch bruchstückhaft erhalten, macht jedoch einen leichteren Eindruck als die Vorhalle des Malegitti-Shivalaya-Tempels. Das Portalgewände ist zwar mehrfach abgestuft, verfügt jedoch nur über wenig ornamentale oder figürliche Bauzier. Im Tempelinnern befindet sich eine runde Steinsetzung – wahrscheinlich eine Art Yoni; der dazugehörige Lingam ist jedoch verschwunden.
- Oberer Shivalaya-Tempel (ca. 630)

Auch der obere Shivalaya-Tempel auf dem Burgberg ist nur in Teilen erhalten – die seitlich geschlossene Vorhalle ist weitgehend zerstört. Immerhin steht er auf einer Plattform, die das seitlich abfallende Geländeniveau ausgleicht und gleichzeitig dem Tempel vor Überschwemmungen und freilaufenden Tieren schützt. Der Dachaufbau oberhalb des Sanktums ist weniger steil, dafür aber horizontal stärker gegliedert als beim unteren Shivalaya-Tempel; Begleitpavillons im Umkreis der quadratischen 'Kuppel' fehlen jedoch. Die Außenwand ist von mehreren Jali-Fenstern durchbrochen, darunter auch eines in Radform; darüber hinaus finden sich einige figürliche Reliefs.
Unweit des Tempels stehen drei aus Bruchsteinen aufgerichtete Bauten, die möglicherweise als Getreidespeicher konzipiert waren.
- Malegitti Shivalaya-Tempel (ca. 600)

Der Shiva geweihte Tempel befindet sich auf einer Terrasse an der Rückseite des Nordberges und ist nur von der Stadt aus zu erreichen. Er erhebt sich auf einer Sockelzone und besteht aus einem schmalen Portikus, dessen Flachdach auf mehreren massiven Pfeilern ruht, einer geschossenen und im Innern von mehreren Pfeilern getragenen Vorhalle sowie einem Sanktum. Der stark gegliederte Dachaufbau ist im unteren Teil quadratisch, endet jedoch in einer großen oktogonalen Scheinkuppel, die ihrerseits von kleineren Pavillons begleitet wird; weitere kleine Scheinkuppeln finden sich in den Ecken des breitgelagerten Baukörpers. An einem Pfeiler im Innern des Tempels findet sich eine beinahe prähistorisch anmutende Zeichnung einer stehenden Person. Die Nischen in den Außenwänden des Tempels sind mit figürlichen Reliefs geschmückt (Dvarapalas, Ganas, Götterfiguren). Zur Bauzier gehören auch Fensternischen (chandrasalas oder kudus) an zwei ähnlich gestalteten Gesimsen im oberen Sockel- sowie im unteren Dachbereich.

### Südberg
Ein Höhlenkomplex mit drei hinduistischen Höhlen und einem Jain-Heiligtum befindet sich am Nordrand des südlichen Berges; die Höhlentempel wurden in mühevoller Arbeit aus dem harten rötlichen Sandstein gehauen. Die niedrigste und dem Ort am nächsten gelegene Höhle ist Höhle I, die höchstgelegene ist Höhle IV. Zwischen der zweiten und dritten Höhle befindet sich zudem noch eine kleinere, unvollendete Höhle bzw. Grotte. Die Höhle I ist Shiva gewidmet, die Höhlen II und III Vishnu, die Höhle IV ist eine Jaina-Höhle. Die Höhlen werden der frühen westlichen Chalukya-Kunst zugerechnet, stammen aber aus unterschiedlichen Jahrhunderten.
- Höhle 1

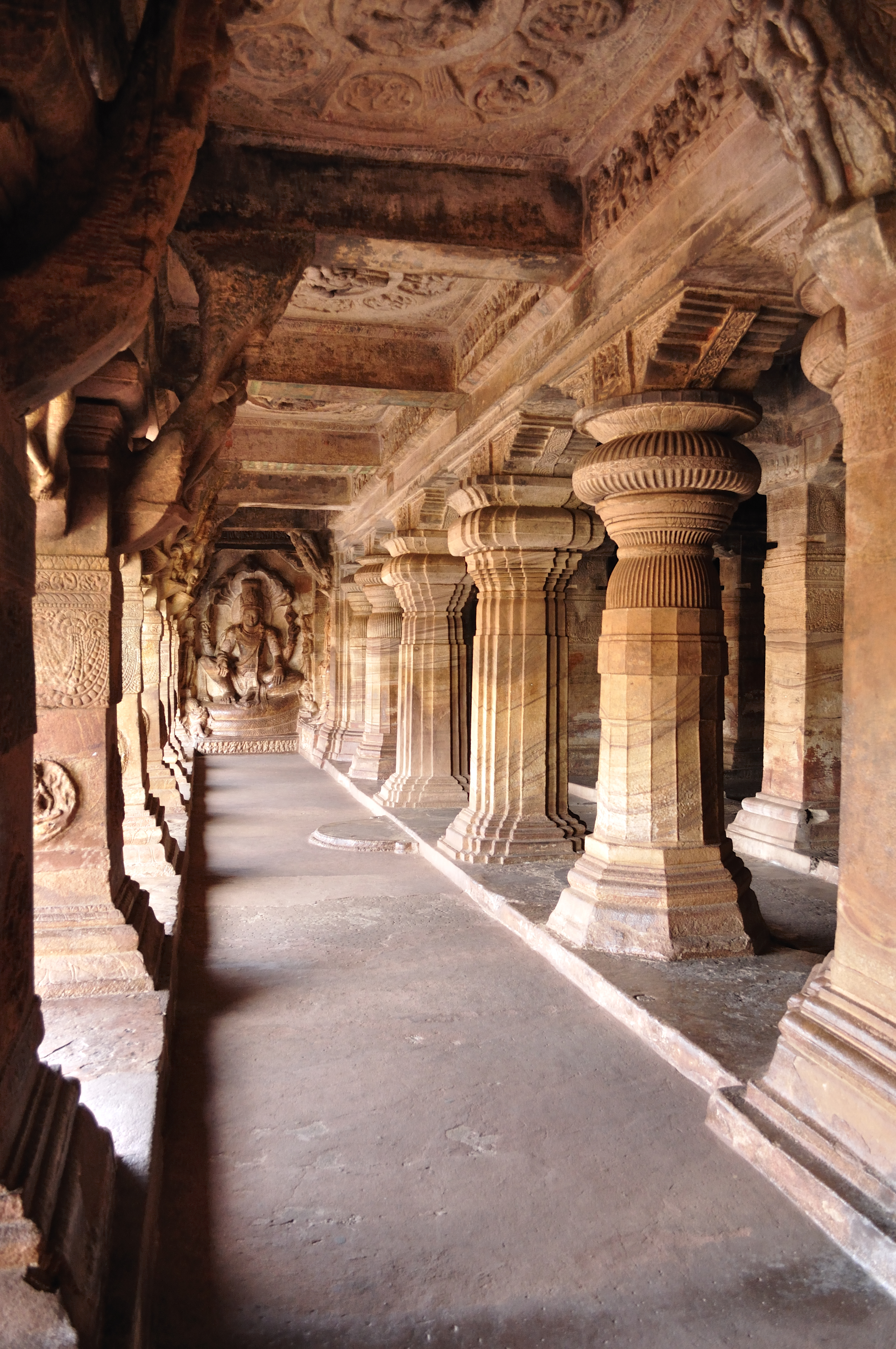
Höhle 3 – Felsenarchitektur

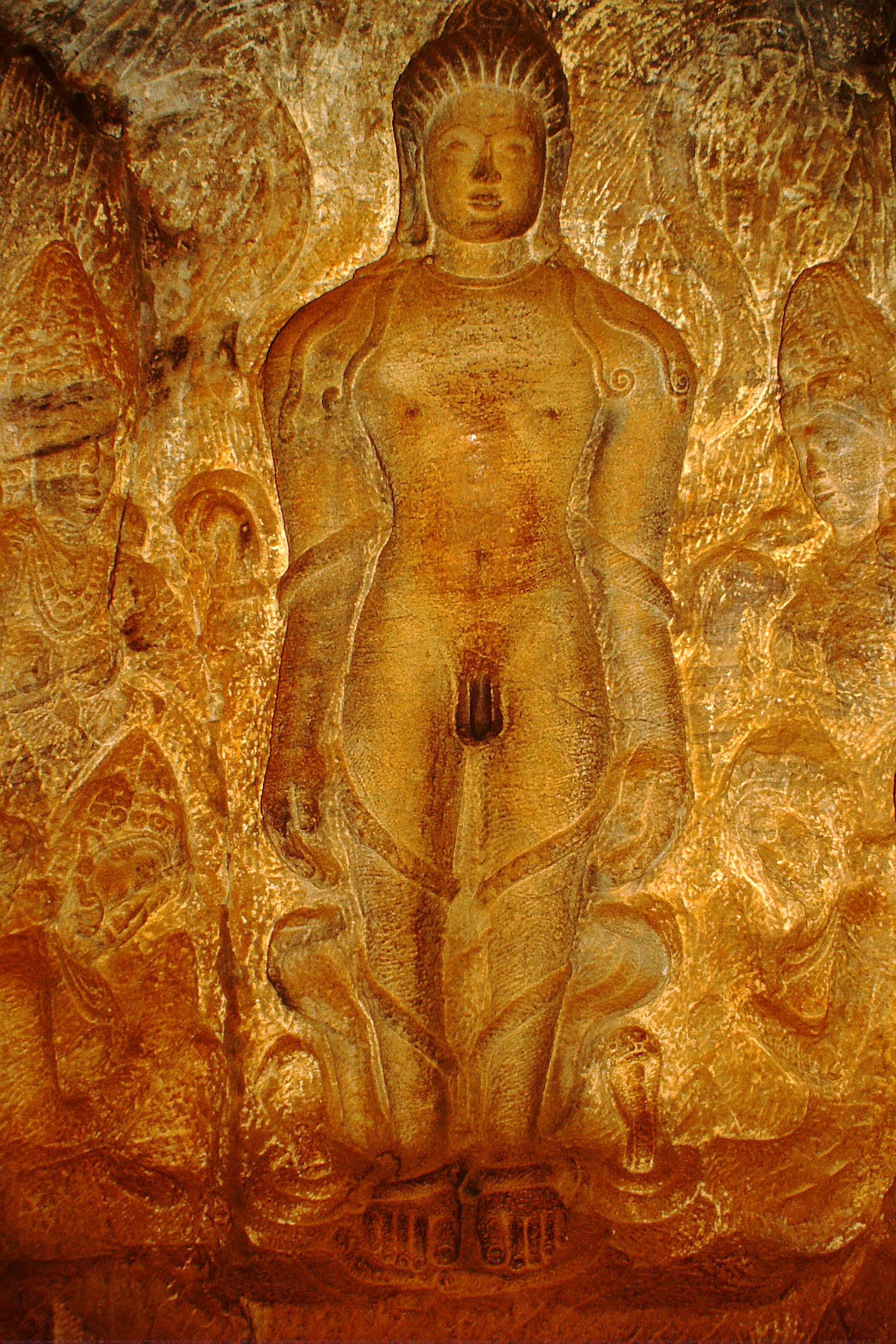
Badami – Höhle 4, unvollendetes Relief des Jaina-Tirthankaras Bahubali/Gomateshvara (siehe auch: Shravanabelgola)

Die Höhle stammt aus dem 6./7. Jahrhundert und ist Shiva geweiht. An den Wänden der Vorhalle (mandapa) findet sich ein großartiges Relief des 18-armigen Gottes als Nataraja; Shiva steht auf einem mit Lotosblättern verzierten Podest und wird begleitet von seinem Reittier (vahana), dem Nandi-Bullen und von seinem Sohn Ganesha. Weitere Reliefs zeigen Harihara, Ardhanarishvara sowie Parvati und Lakshmi, die Gemahlinnen der beiden hinduistischen Hauptgötter; auch Nandi und Garuda – die Reittiere der beiden Götter – sind zu sehen. Die Decke des Höhlentempels mit einer zusammengerollten Schlangengottheit (naga) in der Mitte wird von mächtigen Pfeilern getragen; im kleinen, erhöht liegenden und nur über eine Treppe erreichbaren Sanktum an der Rückwand steht ein Lingam.
- Höhle 2

Die Höhle 2 aus dem 7. Jahrhundert ist Vishnu geweiht und wird von zwei steinernen Wächterfiguren (dvarapalas) bewacht; zwei Reliefs mit Darstellungen seiner Inkarnationen als Varaha und Vamana zieren die Vorhalle. Die von einer 16-blättrigen und von Fischen umgebenen Lotosblüte geschmückte Decke der Haupthalle ruht auf verzierten Pfeilern. Auch Swastika-Ornamente sind zu sehen.
- Höhle 3

siehe Höhle III von Badami
- Höhle 4

Höhle 4 ist eine Jaina-Kultstätte mit Darstellungen verschiedener Tirthankaras, darunter auch die bekanntesten: Adinath im Sanktum, Parshvanata mit Schlangenhaube und Bahubali/Gomateshvara mit Blattranken an Beinen und Armen. Der Reliefhintergrund und die Begleitfiguren sind teilweise unvollendet. Die Höhle wird ins 8. Jahrhundert datiert.

### See
Auch am – durch einen Staudamm angestauten – Bhutanatha-See (auch Agastya-See genannt) bzw. in dessen näherer Umgebung finden sich mehrere Tempel sowie kleinere Höhlenheiligtümer. Der ältere Bhutanatha-Tempel ist aus massiven Steinen und Steinplatten errichtet, hat nur einen kleinen Dachaufbau und stammt wohl noch aus dem 7. Jahrhundert; links und rechts des Eingangsportals stehen zwei Dekorplatten sowie zwei massive, jedoch mehrfach gegliederte Pfeiler. Der jüngere Bhutanatha-Tempel steht direkt am See und hat einen hochaufragenden, mehrfach abgestuften Dachaufbau mit einem auffallend hohen Schlussstein.
Zu den Seetempeln gehört auch der auf der Staumauer stehende Dattatreya-Tempel aus dem 12. Jahrhundert, in dem – in der Form von Dattatreya – Brahma, Shiva und Vishnu gemeinsam verehrt wurden. Interessant ist auch ein kleiner, flachgedeckter Schrein aus dem 6. Jahrhundert, dessen Rückwand aus dem Fels herausgehauen ist und ein schönes Relief des Gottes Vishnu auf der Weltenschlange Shesha zeigt, welches – für Indien ungewöhnlich – von einem Bogen in der Art eines Himmelsgewölbes überspannt wird. Ein kleiner – von außen völlig unscheinbarer – buddhistischer Höhlentempel steht in der Nähe.
In der Nähe des Seeufers steht auch das vom Archaeological Survey of India geleitete Archäologische Museum, in dem u. a. die – kopflose – Figur einer gebärenden weiblichen Göttin ('Lajja Gauri') zu sehen ist, welche zeigt, dass auch im vom Brahmanen geprägten Hinduismus Platz war für diverse, dem Volksglauben entstammende Gottheiten.

### Stadt
Zwei mittelalterliche Tempel stehen in der heutigen Stadt Badami, darunter der aus dem 12. Jahrhundert stammende Yellama-Tempel mit einem im Äußerten reich gegliederten Sanktum mit einem sich darüber übergangslos anschließenden Turmaufbau im südindischen Stil mit abschließender Scheinkuppel.

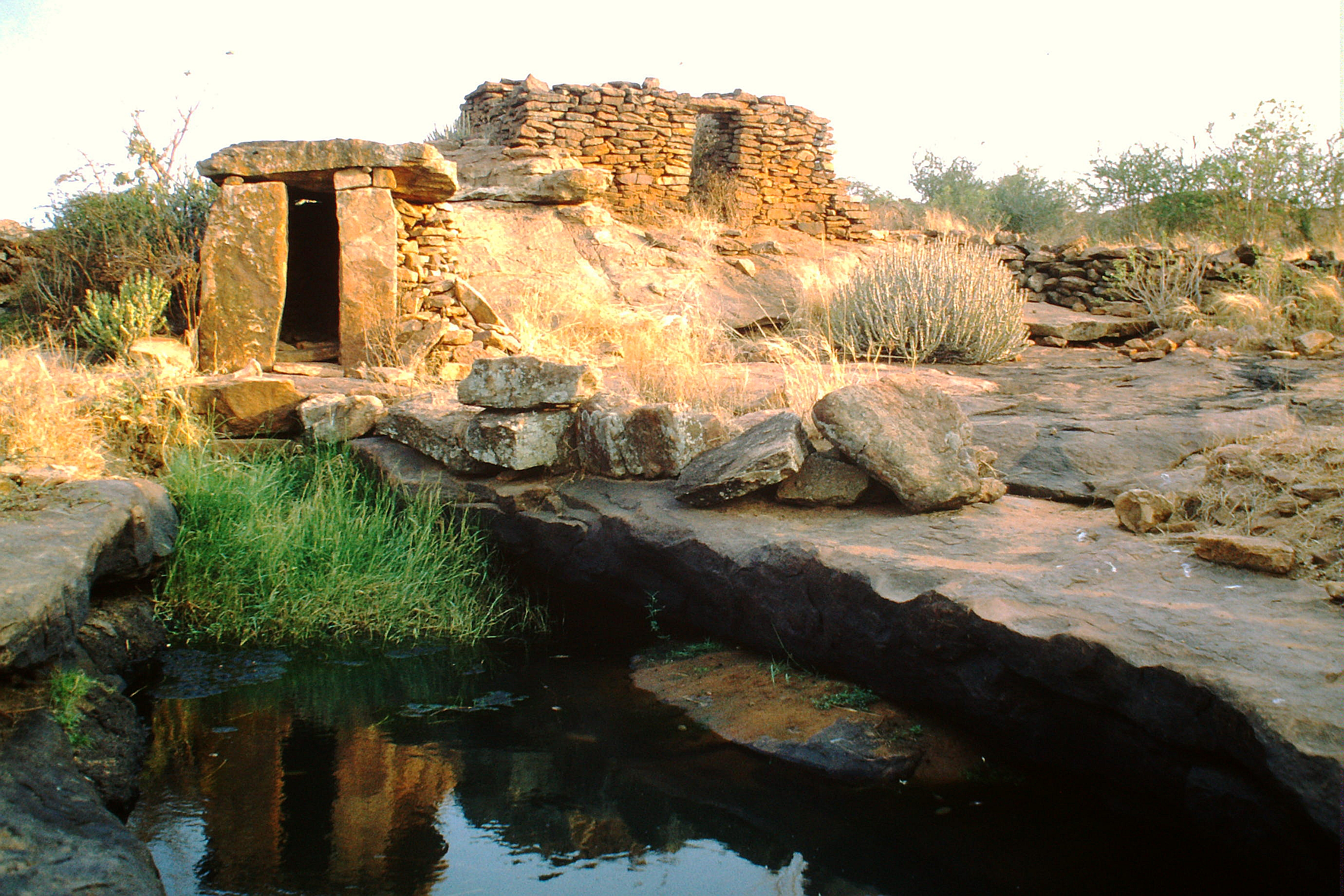
Badami – Einsiedlertempel an einem Wassertümpel; der hintere Bau aus unbearbeiteten Bruchsteinen war wohl eine einfache Wohnhütte, deren Gras- oder Schilfdach jedoch längst verschwunden ist.

### Umgebung
In der Umgebung von Badami – wie auch in der Nähe von Aihole und Pattadakal – stehen noch einige dolmenähnliche Bauten. Sie sind aus mehreren senkrecht stehenden, mehr oder weniger dicken Steinplatten errichtet und mit einer oder zwei horizontalen Deckplatten vor Regen und anderen Witterungseinflüssen geschützt. Dass es sich dabei um Grabbauten handelt, ist – angesichts der in Indien schon seit Jahrtausenden praktizierten – Leichenverbrennung höchst zweifelhaft. Auch ein vorderer Stein – mit oder ohne 'Seelenloch' – fehlt zumeist. So könnten es abseits der großen Tempelbezirke liegende Einsiedlertempel gewesen sein, denn in einigen Fällen wird der Fußboden noch von einer Steinplatte mit Einkerbungen in der Art einer Yoni bedeckt. Da aber ansonsten jeglicher Bauschmuck fehlt, ist es unklar, ob diese Bauten jüngeren oder älteren Datums sind als die Haupttempel.
In einer etwa 5 km entfernten und nur im Rahmen einer Wanderung zu erreichenden natürlichen Felshöhle finden sich noch Reste von prähistorischen(?) Felszeichnungen. Ein verkleinertes Modell der Höhle befindet sich im Archäologischen Museum von Badami.